# Mestský futbalový štadión Lučenec
Mestský futbalový štadión Lučenec je fotbalový stadion, na němž hraje své domácí zápasy slovenský fotbalový klub  MŠK Novohrad Lučenec. Má kapacitu 5 000 míst, z toho 2 000 míst na sezení.
Během letních povodní ve střední Evropě roku 2010 byl stadion zaplaven.